# 傑克·阿奇森
傑克·阿奇森（Jack Aitchison，2000年3月5日—）是蘇格蘭的一位職業足球選手，在場上的位置是前鋒。現效力於英甲球隊埃克塞特城。他在2016年5月15日首次代表凱爾特人出場，創下凱爾特人隊史最年輕出場球員記錄。他是一位阿森纳支持者。